# یواس‌اس پورتسموث (اس‌اس‌ان-۷۰۷)
یواس‌اس پورتسموث (اس‌اس‌ان-۷۰۷) (به انگلیسی: USS Portsmouth (SSN-707)) یک زیردریایی بود که طول آن ۱۱۰٫۳ متر (۳۶۱ فوت ۱۱ اینچ) بود. این زیردریایی در سال ۱۹۸۲ ساخته شد.